# Curtis Harnett
Curtis Melvin Harnett, detto Curt (Toronto, 14 maggio 1965), è un ex pistard canadese.
Ha iniziato a pedalare soltanto come modo per mantenersi in forma per l'hockey. Ha gareggiato in quattro Olimpiadi, vincendo tre medaglie, una d'argento nel chilometro da fermo ai Giochi di Los Angeles 1984 e due di bronzo nella velocità individuale ai Giochi di Barcellona 1992 e Atlanta 1996.
Inoltre, Harnett ha conquistato tre medaglie ai Giochi del Commonwealth e tre medaglie ai Giochi Panamericani. Ha tenuto il record del mondo per la cronometro 200 metri per 11 anni, battuto nel 2006 dall'olandese Theo Bos.
Dopo essersi ritirato dal ciclismo nel 1996, ha partecipato ai Giochi olimpici di Sydney e Atene come commentatore per la CBC Sports. È stato inserito nella Canadian Sports Hall of Fame nel 2005.
È stato, inoltre, lo chef di casa del Team Canada ai Giochi Panamericani del 2015 e alle Olimpiadi estive del 2016 di Rio de Janeiro.